# Ефремов, Доминик Иванович
Доминик Иванович Ефремов (настоящее имя Штейнман Михаил Ефремович; 1881—1925) — советский государственный и партийный деятель.

## Биография
Родился в декабре 1881 года в деревне Вишки Двинского уезда Витебской губернии (по другим данным — Лифляндской губернии) в еврейской семье. Отец — кустарь, с семьей перебрался в Петербург, где открыл мастерскую.
В 1901 году окончил реальное училище в Санкт-Петербурге и поступил в Горный институт. Член РСДРП с 1902 года. По заданию петербургского комитета партии организовал подпольную типографию. В 1903 году был арестован. Сидел в одиночной камере Петропавловской крепости и тюрьме «Кресты» (апрель 1903 — май 1905 гг.), был сослан в Туринск Тобольской губернии, откуда немедленно бежал, в Одессе основал подпольную типографию, перебрался в Петербург, где также создал типографию и был вновь арестован в 1907 году, сослан в п. Кемский Архангельской губернии. Вторично совершил побег. Во время Первой мировой войны Ефремов жил в Москве.
В феврале 1917 года был партийным агитатором, с сентября — членом Сокольнической районной думы. Во время Октябрьской революции был членом Московского комитета РСДРП(б) и Военно-революционного комитета Сокольнического района. Дальнейший послужной список Д. И. Ефремова был таким:
- с декабря 1917 года — заместитель председателя Исполкома Сокольнического района, затем — военный комиссар этого же района;
- 12 апреля — 19 мая 1918 года — ответственный секретарь Московского областного бюро РКП(б);
- май — июль 1918 года — ответственный секретарь Московского городского комитета РКП(б);
- июль — сентябрь 1918 года — член Секретариата Московского городского комитета РКП(б);
- с сентября 1918 года — начальник Политического отдела Южного фронта, затем начальник Политического отдела 10-й армии;
- в январе-октябре 1919 года — член Реввоенсовета 10-й армии;
- 27 сентября 1919 года — 13 января 1920 года — ответственный секретарь Московского городского комитета РКП(б);[1]
- в 1920 году — комиссар Донецкой железной дороги;
- в 1921 году — член Президиума Крымского областного комитета РКП(б), член коллегии СНК Крымской АССР и председатель Крымсоюза; в Крым был переведен по личной просьбе для поправки здоровья. Активно работал над созданием крымской советской автономии.

С марта 1922 по 19 июля 1925 года — 1-й председатель Правления Госстраха СССР. На посту руководителя Госстраха развил бурную деятельность, внедрил окладное страхование посевов, скота, чего не делали земства, а также дворовые нормы страхования от огня. Государственное страхование в ситуации галопирующей инфляции превращалось в дополнительный налог, что ставило естественную преграду на пути страховой инициативы. В 1922 году крестьяне оплатили 600 тыс. руб. золотом, а получили от Госстраха 100 тыс. руб. страхового вознаграждения, причем содержание бюрократического аппарата (центрального и местного) стоило 500 тыс. руб. «Инициативность Ефремова не совпадала с реалиями социально-экономического развития страны». Плодом организационной деятельности Ефремова стал первый Всесоюзный съезда страховых работников в марте 1925 г.
Жил в Москве на Никитском бульваре 12.
Умер 19 июля 1925 года в Кремлевской больнице Москвы от общего заражения крови Похоронен на Новодевичьем кладбище.